# 中国人民政治协商会议第一届全体会议宣言
中国人民政治协商会议第一届全体会议宣言于1949年9月30日由中国人民政治协商会议第一届全体会议通过，宣布了中华人民共和国的成立，并介绍了此次大会的成果，以及新成立的中华人民共和国中央人民政府的施政纲领，号召全国人民组织起来，“拥护人民政府和人民解放军，建立独立、民主、和平、统一、富强的新中国。”

## 制定
1949年6月15日，新政治协商会议筹备会在北平成立并开始举行第一次全体会议。6月16日，新政治协商会议筹备会常务委员会第一次会议决定成立六个小组，由新政治协商会议筹备会常务委员会领导。其中，第五小组负责起草新政治协商会议的大会宣言（后定名《中国人民政治协商会议第一届全体会议宣言》）。第五小组第一次全体会议推定郭沫若、胡愈之、胡乔木草拟大会宣言初稿。第五小组第二次全体会议对郭沫若等提出的大会宣言草案进行修改。
由于起草大会宣言的工作未按时完成，1949年9月16日，新政治协商会议筹备会常务委员会第六次会议同意将起草《中国人民政治协商会议第一届全体会议宣言》草案及拟订国旗、国徽图案的工作移由中国人民政治协商会议主席团决定。9月17日，新政治协商会议筹备会第二次全体会议决定将起草《中国人民政治协商会议第一届全体会议宣言》的工作移交中国人民政治协商会议第一届全体会议，并由原负责该工作的第五小组向中国人民政治协商会议第一届全体会议主席团提出报告。9月22日，中国人民政治协商会议第一届全体会议决定设立宣言起草委员会，筹备会第五小组的工作结束。
担任新政治协商会议筹备会常务委员会主任的毛泽东，不仅亲自领导了《中国人民政治协商会议共同纲领》等文献的制定，还接受中国人民政治协商会议第一届全体会议委托，亲自起草了《中国人民政治协商会议第一届全体会议宣言》。该手稿共6页，现存中央档案馆。宣言中“在人民领袖毛泽东主席领导之下”一句，是会议通过宣言时由代表们提议增加的。
1949年9月30日，出席中国人民政治协商会议第一届全体会议的全体代表选举了中国人民政治协商会议第一届全国委员会委员以及中华人民共和国中央人民政府主席、副主席、委员。下午6时，在大会统计选票期间，全体代表到天安门前，为人民英雄纪念碑举行奠基典礼。随后代表们回到中南海怀仁堂继续开会。大会执行主席宣布了政协第一届全国委员会和中央人民政府委员会的选举结果。接着大会通过了《中国人民政治协商会议第一届全体会议宣言》和《慰问中国人民解放军电》，最后由中央人民政府副主席朱德致闭幕词。大会至此结束。
1949年10月1日中华人民共和国开国大典当天，《中国人民政治协商会议第一届全体会议宣言》在《人民日报》全文发表。

## 内容简介
《中国人民政治协商会议第一届全体会议宣言》以“全国同胞们”开头，正文共分六段。前两段简要介绍了中国人民政治协商会议第一届全体会议胜利闭幕及代表情况。
第三段回顾了中国一百多年以来中国人民在先进分子如领导辛亥革命的伟大革命家孙中山的领导下，“为了推翻帝国主义和中国反动政府的压迫”进行的不断的斗争，指出这一斗争如今由中国人民和人民解放军在中国共产党领导下取得了胜利。“当着我们举行会议的时候，中国人民已经战胜了自己的敌人，改变了中国的面貌，建立了中华人民共和国。我们四万万七千五百万中国人现在是站立起来了，我们民族的前途是无限光明的。”此前9月21日毛泽东在中国人民政治协商会议第一届全体会议上即发表了《中国人民站起来了》的著名讲话。
第四段介绍了本次大会的主要成果，“在人民领袖毛泽东主席领导之下，我们的会议齐心一志，按照新民主主义的原则”完成了如下工作：
1. 制定了中国人民政治协商会议组织法
2. 制定了中华人民共和国中央人民政府组织法
3. 制定了中国人民政治协商会议共同纲领
4. 决定了中华人民共和国定都于北京
5. 制定了中华人民共和国的国旗为五星红旗
6. 采用了义勇军进行曲为现时的国歌
7. 决定了中华人民共和国的纪年采用世界公元
8. 选举了中国人民政治协商会议全国委员会
9. 选举了中华人民共和国中央人民政府委员会[5][4]。

第五段宣布，“全国同胞们，中华人民共和国现已宣告成立，中国人民业已有了自己的中央政府。”并宣布了新成立的中华人民共和国中央人民政府的主要施政纲领：
1. 将遵照共同纲领在全中国境内实施人民民主专政。
2. 将指挥人民解放军将革命战争进行到底，消灭残余敌军，解放全国领土，完成统一中国的伟大事业。
3. 将领导全国人民克服一切困难，进行大规模的经济建设和文化建设，扫除旧中国所留下来的贫困和愚昧，逐步地改善人民的物质生活和提高人民的文化生活。
4. 将保卫人民的利益，镇压一切反革命分子的阴谋活动。
5. 将加强人民的陆海空军，巩固国防，保卫领土主权完整，反对任何帝国主义国家的侵略。
6. 将联合一切爱好和平自由的国家、民族和人民，首先是联合苏联和各新民主国家，以为自己的盟友，共同反对帝国主义者挑拨战争的阴谋，争取世界的持久和平[5]。

第六段号召全国同胞们进一步组织起来，用人民群众的集体力量，“拥护人民政府和人民解放军，建设独立民主和平统一富强的新中国。”